# Corydoras baderi
Corydoras baderi es una especie de pez de la familia Callichthyidae en el orden de los Siluriformes.

## Morfología
• Los machos pueden llegar alcanzar los 4,7 cm de longitud total.

## Distribución geográfica
Se encuentran en Sudamérica: río Maroni (Surinam) y Pará (Brasil ).